# Bitka kod Marange
Bitka kod Marange se dogodila 363. godine, nedugo nakon bitke kod Ktezifonta 363. Rimska vojska je odbila napad sasanidske vojske, pretrpjevši minimalne gubitke. Međutim, rimskoj vojsci je i dalje prijetio nedostatak zaliha i ubrzo nakon toga car Julijan je smrtno ranjen u bitci kod Samare.

## Pozadina
Nakon što je porazio Perzijance u bitci na Tigrisu i opkolio njihovu prijestolnicu Ktezifont, Julijan se ubrzo uvjerio da nije u stanju zauzeti ovaj grad. Očita neosvojivost Ktezifonta i želja da porazi Šapura, perzijskog kralja, u otvorenoj bitci, opredijelili su Julijana da napusti opsadu.
Rječna flota, koja je pratila pokret rimske vojske je prepuštena plamenu, a Julijan, nadajući se da će moći u unutarnjosti porječja Tigrisa opskrbiti postrojbe potrebnim zalihama, naredio je da se komora spali. Ostalo je zaliha za svega 20 gdana. Vojska je zatim krenula u unutarnjost. Predvodili su zarobljeni mještani, koji su međutim davali caru pogrešne podatke i loše savjete. Za to vrijeme Šapur je spalio zemlju, uznemiravao rimsku izvidnicu i vješto izbjegavao glavninu rimske vojske. U nemogućnosti da iznudi bitku, Julijan se povukao na Tigris, riješen da se povuče sjeverozapadno u rimsku provinciju Korduenu, prije nego što se njegove oskudne i natrule zalihe istroše.:str. 821.-824.

## Bitka
Perzijanci, koji su do sada sabrali brojnu vojsku, napala je bok rimske vojske. Julijanov pokret je neprekidno bio uznemiravan i borbe kod Marange su prerasle u bitku. Perzijanci su, doduše, odbijeni i Julijanovo povlačenje se moglo nastaviti, ali su gubitci bili značajni na objema stranama, a usporavanje njegovog pokreta pridonijelo je slabljenju vojske, čiji zalihe su se gotovo istrošile.:str. 825.

## Posljedice
Julijanova pogibija u bitci kod Samare, koja je, slično ranijoj bitci, bila taktički uspjeh Rimljana, pridonijela je padu morala njegovih postrojbi. Car Jovijan, kojega su postrojbe izabrale u logoru kao Julijanovog nasljednika, bio je prinuđen dvostrukom prijetnjom od gladi i perzijske vojske sklopiti ponižavajući mir sa Šapurom II., predavši Perzijancima sve teritorijalne dobitke Dioklecijanovog mira iz 298. i važne pogranične utvrde kao što su Nisibis i Singara.:str. 833.